# Arnau Caldentey
Arnau Caldentey Riera (Manacor, 1 oktober 1981), voetbalnaam Arnau, is een Spaans profvoetballer. Hij speelt als middenvelder bij Atlético Baleares.
Arnau is afkomstig uit de jeugd (cantera) van FC Barcelona, hoewel hij eerder ook in de jeugdelftallen van RCD Mallorca speelde. Hij maakte zijn debuut in het eerste elftal op 22 april 2004 in een vriendschappelijke wedstrijd tegen het Chinees nationaal elftal (6-0 winst). Arnau verving na rust Oleguer Presas. Tijdens de voorbereiding voor het seizoen 2004/05 werd hij door Frank Rijkaard wederom bij het eerste elftal gehaald. Arnau speelde in de oefenwedstrijden tegen CD Banyoles, UE Figueres, Palamós FC, CF Hércules en CF Vilafranca. Zijn debuut in een officieel toernooi was op 15 november 2005, toen Arnau tegen Gimnàstic de Tarragona in de halve finale van de Copa Catalunya als vervanger voor Dani Fernández in het veld kwam. In het seizoen 2005/2006 was Arnau aanvoerder van Barça B.
In augustus 2006 verliet de middenvelder FC Barcelona en tekende een contract bij Sunderland FC uit de Engelse Football League Championship. Nadat Arnau in een halfjaar tijd slechts één competitiewedstrijd en één League Cup-duel speelde, werd hij eind november 2006 voor de rest van het seizoen verhuurd aan Southend United FC. In het seizoen 2007/2008 volgde een tweede verhuurperiode, ditmaal bij het Schotse Falkirk FC. Eind 2009 trok hij terug naar zijn vaderland waar hij ging voetballen bij Atlético Baleares.